# Ugrupowania integracyjne w Ameryce Łacińskiej i na Karaibach
Ugrupowania integracyjne w Ameryce Łacińskiej i na Karaibach – główne organizacje i porozumienia, których celem jest rozwój współpracy pomiędzy państwami regionu Ameryki Łacińskiej i Karaibów.

## Obecne organizacje i porozumienia
| Nazwa polskojęzyczna                          | Nazwa oryginalna                                                       | Skrót             | Rok utworzenia | Skład |
| --------------------------------------------- | ---------------------------------------------------------------------- | ----------------- | -------------- | --- |
| Wspólnota Andyjska                            | Comunidad Andina de Naciones                                           | CAN               | 1969           | Boliwia, Ekwador, Kolumbia, Peru, Wenezuela (do 2006) |
| Karaibska Wspólnota i Wspólny Rynek           | Caribbean Community                                                    | CARICOM           | 1973           | Antigua i Barbuda, Bahamy, Barbados, Belize, Dominika, Grenada, Gujana, Haiti, Jamajka, Montserrat, Saint Lucia, Saint Kitts i Nevis, Saint Vincent i Grenadyny, Surinam, Trynidad i Tobago                                                                    |
| Latynoamerykański System Gospodarczy          | Sistema Económico Latinoamericano y del Caribe                         | SELA              | 1975           | Argentyna, Bahamy, Barbados, Belize, Boliwia, Brazylia, Chile, Dominikana, Ekwador, Grenada, Gujana, Gwatemala, Haiti, Honduras, Jamajka, Kolumbia, Kostaryka, Kuba, Meksyk, Nikaragua, Panama, Paragwaj, Peru, Surinam, Trynidad i Tobago, Urugwaj, Wenezuela |
| Stowarzyszenie Integracji Latynoamerykańskiej | Asociación Latinoamericana de Integración                              | ALADI             | 1980           | Argentyna, Boliwia, Brazylia, Chile, Ekwador, Kolumbia, Meksyk, Paragwaj, Peru, Urugwaj, Wenezuela i Kuba |
| Regionalny System Obronny                     | Regional Security System                                               | RSS               | 1982           | Antigua i Barbuda, Barbados, Dominika, Grenada, Saint Kitts i Nevis, Saint Lucia, Saint Vincent i Grenadyny, |
| Wschodniokaraibski Bank Centralny             | Eastern Caribbean Central Bank                                         | ECBB              | 1983           | Antigua i Barbuda, Dominika, Grenada, Saint Kitts i Nevis, Saint Lucia, Saint Vincent i Grenadyny, Anguilla i Montserrat |
| Grupa z Rio                                   | Mecanismo Permanente de Consulta y Concertación Política, Grupo de Río | -                 | 1986           | Argentyna, Belize, Boliwia, Brazylia, Chile, Dominikana, Ekwador, Gujana, Gwatemala, Haiti, Honduras, Kolumbia, Kostaryka, Meksyk, Nikaragua, Panama, Peru, Urugwaj i Wenezuela                                                                                |
| System Integracji Środkowoamerykańskiej       | Sistema de la Integración Centroamericana                              | SICA              | 1991           | Gwatemala, Honduras, Kostaryka, Nikaragua, Panama, Salwador, Belize, Dominikana |
| Wspólny Rynek Południa                        | Mercado Comun del Sur, Mercado Comum do Sul                            | MERCOSUR/MERCOSUL | 1991           | Argentyna, Brazylia, Paragwaj, Urugwaj, Wenezuela |
| Strefa Wolnego Handlu Ameryki Środkowej       | Central America Free Trade Agrement                                    | CAFTA             | 2005           | Salwador, Nikaragua, Honduras, Gwatemala i Dominikana |
| Boliwariańska Alternatywa dla Ameryki         | Alternativa Bolivariana para los Pueblos de Nuestra América            | ALBA              | 2006           | Antigua i Barbuda, Boliwia, Dominika, Ekwador, Honduras, Kuba, Nikaragua, Saint Vincent i Grenadyny, Wenezuela |
| Unia Narodów Południowoamerykańskich          | Unión de Naciones Sudamericanas, União Sul-Americana de Nações         | UNASUR/UNASUL     | 2008           | Państwa CAN i MERCOSUR oraz Chile, Gujana i Surinam |

## Dawne organizacje
- Południowoamerykańska Wspólnota Narodów
- Stowarzyszenie Wolnego Handlu Ameryki Łacińskiej